# Войны (дворянские роды)
Войны (пол. Wojna, Wojno; pl:Kategoria:Woynowie herbu Trąby) — польские и литовские дворянские роды, герба Трубы.

## Литовский дворянский род
Русского происхождения. Родоначальник их, Войно Матвеевич Гричина, переселился из Северского княжества в Литву. Из его внуков Венедикт Матвеевич Войно состоял аббатом Трокским и администратором Виленского епископства († 1616); Гавриил (?—1615), писарь и подканцлер великого княжества Литовского, был одним из послов в Россию и Швецию для заключения мира; Лаврин (?—1580), писарь, подскарбий надворный и подскарбий великий Вел. княж. Литовского, был одним из наиболее выдающихся деятелей при соединении Литвы с Польшей. Эта отрасль потомства Войно-Гричины угасла в конце XVII века.
В конце XIX в. в Северо-Западном крае 3 ветви этого рода. Родоначальником первой из них, внесенной в VI и род. кн. Гродненской губ., был Людовик Войно, стражник лидский и посол на сейме 1682 г. Две другие записаны в I ч. родосл. книги Виленской губ.

## Польский дворянский род
Состоящий в русском подданстве. Предок этого рода, Адам Войно получил в 1435 году от князя Болеслава Мазовецкого имения в Бельской земле. Потомство его разделилось на множество ветвей, принявших прозвища от имений, которыми они владели, напр. Войно-Шубы, Войно-Пецки, Войно-Скварки, Войно-Издебники и пр.
Многие отрасли этого рода существовали в Царстве Польском, а три в Северо-западном крае, где они внесены в родословные книги губ. Гродненской (I ч.), Волынской (VI ч.) и Ковенской (I ч.).